# بولادكوه (مقاطعة كلاردشت)
بولادكوه (بالفارسية: پولادکوه) هي قرية تقع في Kuhestan Rural District في إيران. يقدر عدد سكانها بـ 13 نسمة .